# Corinium Dobunnorum

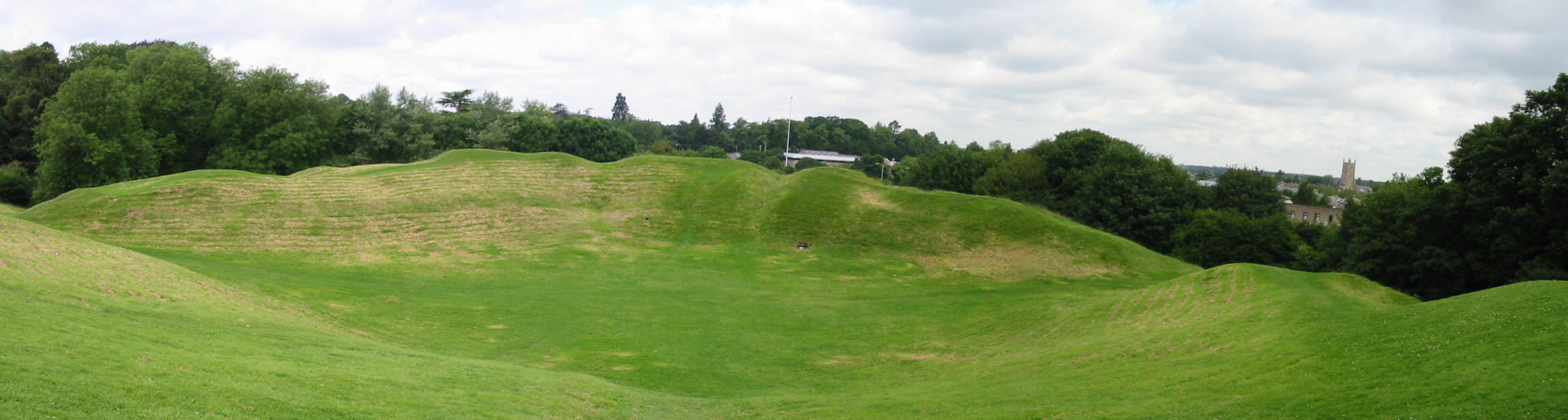
L'amphithéâtre romain de Corinium Dobunnorum.

Corinium Dobunnorum était une importante cité de la province romaine de Bretagne. Au IVe siècle, Corinium était la capitale de la province Britannia Prima. Elle était la deuxième plus grande ville après Londinium (Londres). Corinium est le nom antique de la ville de Cirencester, dans le Gloucestershire.

## Histoire
Les Romains ont établi un camp fortifié à Corinium, un vicus sur le territoire du peuple ami des Dobunni, en 44, un an après le début de la conquête de la province par les légions romaines. Cette vexillation était composée d'unités de cavalerie, Ala Gallorum Indiana puis Ala I Thracum, comme l'attestent deux pierres tombales. Le centre politique est resté l'oppidum de Bagendon, 5 km au nord, jusqu'aux années 60. Après la révolte de Boadicée en 61, l'enceinte est agrandie. À partir des années 70, la vexillation quitte le fort et les habitants de Corinium se sont peu à peu installés à l'intérieur des fortifications. La ville devient alors la civitas des Dobunni. La ville se développe suivant le maillage caractéristique rectangulaire. Corinium se situe à un croisement routier important. La via principalis est formée par la voie romaine d'Ermin Street qui relie Glevum (Gloucester) à la ville romaine de Calleva Atrebatum (Silchester) et le decumanus est formé par la voie de Fosse Way, qui relie Isca Dumnoniorum (Exeter) à Lindum Colonia (Lincoln). Corinium est relié à Londinium par Akeman Street. Un forum, un macellum sont construits, de même qu'un amphithéâtre à l'extérieur des murailles. Celles-ci sont agrandies à la fin du IIe siècle, portant la superficie de la ville à 97 ha, Corinium devenant la plus grande ville après Londinium. Cette enceinte compte cinq portes et des tours polygonales.
Au IIe siècle, la ville est l'une des plus importantes de Bretagne, avec 12 000 habitants. Avec les réformes de Dioclétien en 293, la Bretagne est divisée en quatre provinces et Corinium devient la capitale de la Britannia Prima. La population pouvait atteindre 20 000 personnes.
À partir de Ve siècle, Corinium semble décliner. 23 maisons privées fouillées sont encore habitées en 375. En 400, elles ne sont plus que 10 et en 425, seulement 4. Ce mouvement est général en Bretagne. Le forum est utilisé jusque vers 430. Les traces archéologiques postérieures à cette date sont très rares et suggèrent qu'une partie de la population s'est réfugiée dans l'amphithéâtre, où un atelier sidérurgique a été trouvé.
La chronique anglo-saxonne raconte que le roi breton de Corinium, Condidan, a été tué à la bataille de Dyrham en 577 par les Saxons Ceawlin et Cuthwine, ce qui conduit à la conquête de la cité par les Saxons.

## La ville

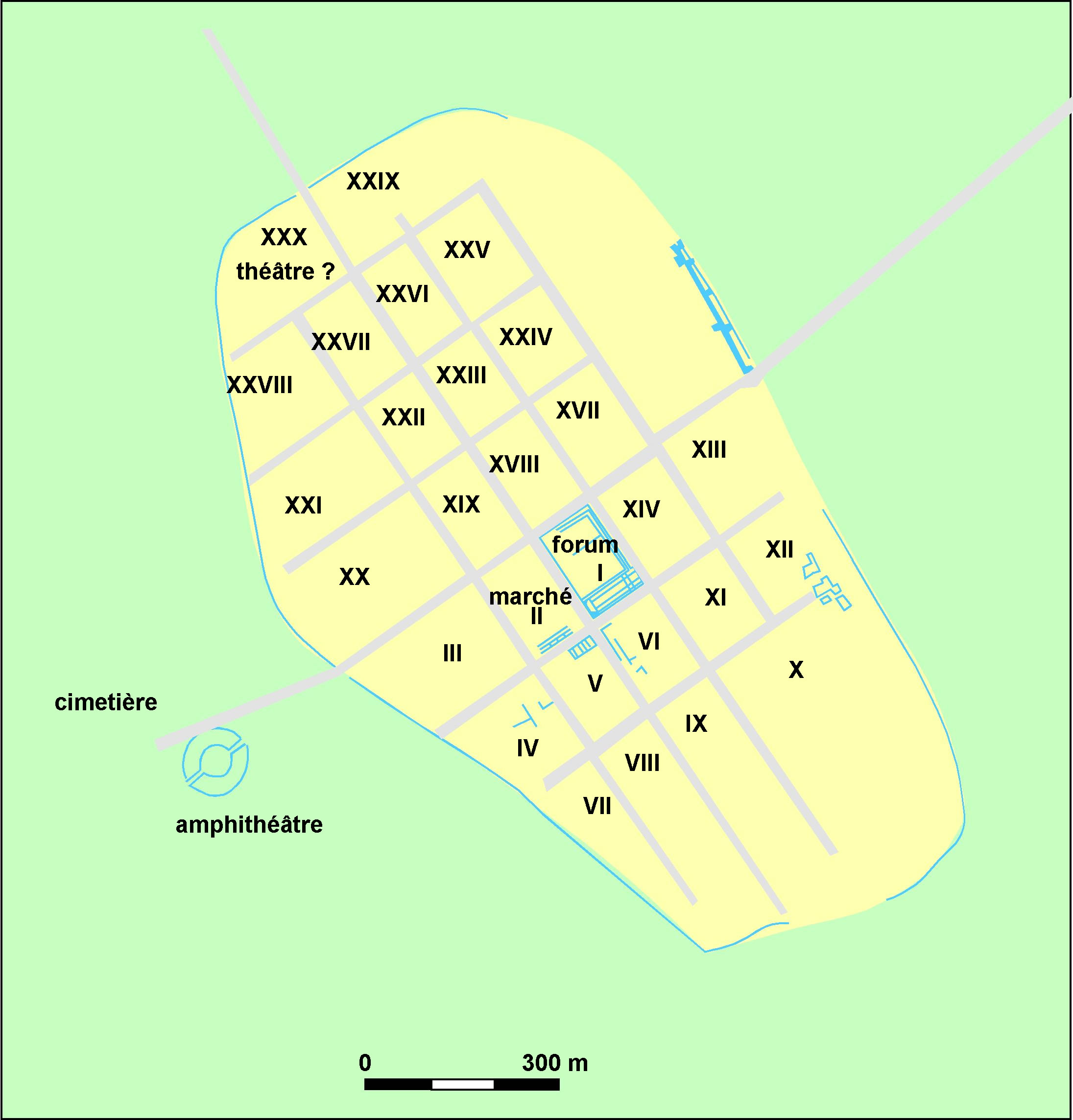
Plan de Corinium Dobunnorum.

Corinium Dobunnorum est divisée en 30 insulae, numérotées en chiffres romains. La ville a été fouillée à plusieurs reprises depuis les années 1960, ce qui en fait l'une des villes romaines les mieux connues en Angleterre. Toutefois, seuls 4 ha ont pu être fouillés, ce qui signifie qu'il reste encore beaucoup d'incertitudes.

### Le forum
Le forum (168 × 104 m) est situé au centre de la ville, au croisement entre le cardo et le decumanus, et occupe la première insula. C'est l'un des plus grands forums d'Angleterre. L'extérieur du forum est formé par une grande colonnade en ordre corinthien. Les murs sont plaquées avec du marbre d'Italie et de l'île de Purbeck. Au sud de la cour centrale se trouve une basilique, dotée d'une abside. La cour centrale mesure 107 m sur 81 et est également bordée d'une colonnade. Au IVe siècle, la cour est divisée en deux par une paroi. Le sol est décoré par des mosaïques à caractère géométrique. Ces modifications peuvent être en rapport avec l'érection de Corinium en capitale de province.
La basilique composée d'une nef large de 25 m environ et de deux bas-côtés. L'abside se trouve à l'extrémité sud-ouest et l'entrée au nord-est. Elle devait être décorée avec les mêmes matériaux que le reste du forum. Au cours du IIe siècle, la basilique a été rénovée. Elle a apparemment été construite sur des fossés trop rapidement remblayés du premier fort et une partie des murs a dû s'affaisser.

### Lemacellum
À côté du forum se trouve le marché clos. Également de grandes dimensions, il occupe entièrement l'insula II. Au IIe siècle, des magasins se sont installés en bordure. Des os d'animaux, retrouvés dans les puits, supposent qu'il y avait un marché à bestiaux. La nécessité de séparer le forum du marché indique que Corinium était situé au cœur d'une riche région agricole.

### L'amphithéâtre
L'amphithéâtre a été construit à 500 mètres au sud-ouest du forum, le long de Fosse Way, à l'extérieur des murs de la ville. Il a été bâti à l'emplacement d'une ancienne carrière. L'arène mesure 49 m sur 41. À la fin du IIe siècle deux petites loges ont été ajoutées à chaque entrée. Il pouvait accueillir environ 8 000 personnes. Il a été progressivement abandonné à partir du IVe siècle avant de servir de refuge fortifié pour les populations pendant les invasions anglo-saxonnes.

### Autres constructions
D'autres constructions publiques n'ont pas encore été localisées. Les pans de murs ont été retrouvés dans le nord de la ville et pourraient correspondre aux ruines d'un théâtre mais les fouilles n'ont pas permis de déterminer plus précisément la fonction du bâtiment. Aucun temple n'a pu être mis au jour même si de nombreuses inscriptions et sculptures ont été trouvées dans l'insula XX. Mais elles peuvent toutefois provenir d'un atelier de sculpteur. Il ne semble pas qu'il y ait eu de thermes.

## L'enceinte
À la fin du IIe siècle, une nouvelle enceinte a été construite pour englober l'ensemble de la ville. Cette enceinte a été consolidée et améliorée pendant les deux siècles suivants. Les cinq portes et les tours ont été construites en pierre puis des fossés ont été creusés, la terre rejetée à l'intérieur pour édifier un talus. Sur ce talus a été édifié ensuite un rempart en pierre, large d'environ 1,2 m. Au cours du IIIe siècle, le rempart a été élargi de 3 m. De nouvelles tours polygonales ont été construites au IVe siècle.

## Habitat
Les premières constructions sont en bois, avant que l'utilisation de la pierre pour les bâtiments privés ne se généralise au début du IIe siècle. Les maisons les plus importantes sont décorées de mosaïques. Ce mouvement est plus précoce que dans les autres cités romaines en Bretagne. Dans l'insula XVII, on a trouvé une mosaïque datant des IIe-IIIe siècles représentant des chiens de chasses, des animaux marins, des têtes de Neptune et de Méduse. De vastes fresques ont également été mises au jour.
À l'extérieur des fortifications, de riches villæ ont été construites, surtout à partir du IVe siècle, lorsque Corinium devient capitale.

## Industrie
Corinium est un centre réputé de production de mosaïques. Ces mosaïques sont qualifiées par les chercheurs de Corinian School. Elle pouvait être identifiée au moyen de différents petits détails et motifs sur les planchers de mosaïque. Le plus grand atelier de mosaïque de Bretagne y a été retrouvé.
Corinium produisait également des sculptures de qualité, notamment grâce à un certain Sulinus, fils de Brutus, connu pour ses autels.
Il y a également eu un orfèvre, comme le témoigne un creuset contenant un peu d'or retrouvé dans le macellum. Il y avait peut-être une fabrique de verre ainsi qu'une briqueterie.

## Nécropoles
Il y a plusieurs nécropoles à l'extérieur de la ville, surtout au sud et à l'ouest. 400 tombes ont été fouillées, permettant l'étude des squelettes qu'elles contenaient. La plupart date des IVe siècle ou Ve siècle mais une datation plus précise est difficile. 107 squelettes masculins ont permis d'établir un taille moyenne de 1,70 m ; pour les femmes, 44 squelettes ont établi une moyenne à 1,52 m. L'âge moyen se situe à 40,8 ans pour les hommes (167 squelettes) et 37,8 pour les femmes (72 squelettes), ce qui est courant pour l'époque. Un certain Verecundus a vécu jusqu'à 75 ans. L'état des dents est en général très bon mais 80 % des squelettes étudiés montrent des signes d'arthrite. Six ont été décapités.

## Vestiges
- l'amphithéâtre romain, aujourd'hui recouvert de terre et connu sous le nom de Bull ring, classé par English Heritage ;
- une petite section de l'enceinte, dans le parc de l'abbaye de Cirencester ;
- une grande collection d'objets au Corinium Museum de Cirencester ;